# Laboratorio Ñ
Laboratorio Ñ fue una iniciativa de los músicos españoles Iván Ferreiro (ex de Los Piratas), Quique González y Xoel López (Deluxe), que se llevó a cabo entre los días 8 y 22 de noviembre de 2005. Estos músicos se fueron a la casa-estudio El Cielito, situada a 30 km de Buenos Aires, para componer música juntos. También llamaron a otros músicos, tanto españoles (además de los citados, Amaral y Pereza) como argentinos (Bersuit, que solo dio la bienvenida, Los Súper Ratones y Lisandro Aristimuño), aunque parece que a pesar de los planes iniciales, los únicos realmente implicados fueron los impulsores del laboratorio. El proyecto contó con la colaboración de la SGAE.
Durante la experiencia se grabó un documental, llamado "Y todo lo demás también" (una de las canciones de Andrés Calamaro que interpretaron a lo largo de las sesiones). Se estrenó en el Festival Internacional de Cine de Gijón el 30 de noviembre de 2006, con la asistencia de los principales músicos, que a continuación dieron un concierto conjunto en el recinto de Feria de Muestras de Gijón.